# Denise François-Geiger
Denise François-Geiger, née à Argenteuil le 11 novembre 1934 décédée à Paris 15e le 2 juin 1993, fut notamment professeur de linguistique générale et appliquée à l'Université Paris V.